# AMX-10P歩兵戦闘車
AMX-10Pは、フランスの歩兵戦闘車。ドイツのマルダー歩兵戦闘車と並ぶ、西側諸国最初期の歩兵戦闘車である。AMX-VCIの後継としてイシー＝レ＝ムリノー工廠 (AMX) により1960年代に開発され、1973年に就役開始。1994年までに約1,800両が生産された。

## 概要
車体は全溶接アルミニウム製で、ウォータージェット推進による渡河能力とNBC防護機能を有する。
前部左側に操縦席、その右側にエンジンが配置され、中央部にはM693 F1 20mm機関砲とNF-1 7.62mm機関銃を装備した2名用砲塔を備える。後部は兵員8名を収容する兵員室となっており、後面に乗降用の両開き式ドアがある。車体上面の両側には対戦車ミサイル発射機2基を搭載することが可能だった。
フランス陸軍では、2006年から2008年にかけて装甲防御力や機動力の向上を目的とした近代化改修を108両に対して行った。また、爆発反応装甲キットも用意された。

## バリエーション

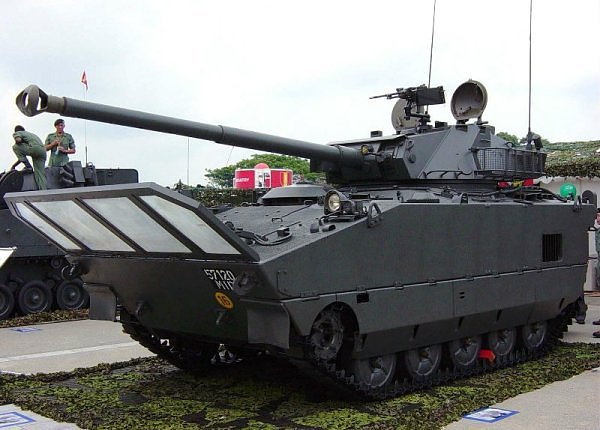
AMX-10P PAC 90

AMX-10P 25
20mm機関砲を25mm機関砲に換装したもの。シンガポールが採用。
AMX-10P/Milan
ミラン対戦車ミサイルランチャーを2基装備。
AMX-10P/HOT
HOT対戦車ミサイル用4連装ランチャーToucan IIターレットを搭載。
AMX-10TM
120mm迫撃砲 RTの牽引車両。
AMX-10P PAC 90
火力支援・対戦車戦闘車両。GIAT社製TS 90砲塔に90mm砲を搭載。兵員も4名搭乗できる。シンガポールとインドネシアが採用。
AMX-10P Marine
水陸両用能力を強化した海兵隊向け。武装は、12.7mm重機関銃/25mm機関砲/90mm砲の三種類が存在。インドネシア海兵隊が採用。
AMX-10PC
指揮統制車。
- AMX-10P PAC 90

## フランス陸軍の配備部隊
- 第1機械化歩兵旅団 - 第1狙撃連隊
- 第2機甲旅団 - チャド行進連隊および第16猟兵大隊
- 第3機械化歩兵旅団 - 第92歩兵連隊
- 第7機甲旅団 - 第35歩兵連隊および第152歩兵連隊

## 採用国
- ボスニア・ヘルツェゴビナ
- フランス
  - フランス陸軍 - VBCI歩兵戦闘車が後継となり、2015年に退役した[2]。
- ギリシャ
- インドネシア
  - インドネシア海兵隊 - 2024年時点で、24両のAMX-10Pと10両のAMX-10 PAC90を保有[3]。
- イラク
- モロッコ
  - モロッコ陸軍 - 2024年時点で、10両のAMX-10Pを保有[4]。
- メキシコ
- カタール
  - カタール陸軍 - 2023年時点で、40両のAMX-10Pを保有[5]。
- サウジアラビア
- シンガポール
  - シンガポール陸軍 - 2023年時点で、22両のAMX-10Pと22両のAMX-10 PAC90を保管[6]。
- アラブ首長国連邦